# 1618
1618 (MDCXVIII) je bilo navadno leto, ki se je po gregorijanskem koledarju začelo na ponedeljek, po 10 dni počasnejšem julijanskem koledarju pa na četrtek.

## Dogodki
- praška defenestracija
- napoved tridesetletne vojne

## Rojstva
- 2. april - Francesco Maria Grimaldi, italijanski fizik, astronom, matematik († 1663)
- - Jeremiah Horrocks, angleški astronom († 1641)
- - Jacques Rohault,  francoski filozof, matematik, fizik († 1672)
- - Hajaši Gaho, japonski konfucijanski filozof († 1688)

## Smrti
- 29. oktober - Walter Raleigh, angleški pomorščak, dvorjan, pesnik, pisatelj (* 1552)